# 밥 데이즐리
밥 데이즐리(Bob Daisley, 1950년 2월 13일 ~ )는 오스트레일리아의 음악가이다.